# Baryphthengus
A Baryphthengus a madarak osztályának, ezen belül a szalakótaalakúak (Coraciiformes) rendjébe és a motmotfélék (Momotidae) családjába tartozó nem.

## Rendszerezésük
A nemet Jean Cabanis és Ferdinand Heine írták le 1859-ben, az alábbi 2 faj tartozik ide:
- rozsdásfejű motmot (Baryphthengus martii)
- rozsdás motmot (Baryphthengus ruficapillus)

## Előfordulásuk
Közép-Amerika és Dél-Amerika területén honosak. A természetes élőhelye szubtrópusi és trópusi erdők. Állandó, nem vonuló fajok.

## Megjelenésük
Testhosszuk 42-47 centiméter közötti.